# 安萨里
安萨里（阿拉伯語：ٱلْغَزَّالِيّ，1058年—1111年12月19日），一作加扎里，拉丁名阿尔加惹尔（Algazel），全名阿布•哈米德•穆罕默德•本·穆罕默德·图西·安萨里（阿拉伯語：أَبُو حَامِد مُحَمَّد بْن مُحَمَّد ٱلطُّوسِيّ ٱلْغَزَّالِيّ），在波斯圖斯出生及逝世，为伊斯兰教神学家、法理学家、哲学家、宇宙学家、心理学家和神秘主义者，是逊尼派伊斯兰思想史上的重要人物。
安萨里被普遍认为是怀疑论的先驱，在他的主要著作《哲学家的矛盾》中，他改变了早期伊斯兰哲学的方向，将它由伊斯兰玄学带入因果论的时代。
部分历史学家认为，安萨里是繼穆罕默德後，最有影響力的穆斯林:14-16，在伊斯兰文明中將安萨里視為是穆贾迪德，也就是復興者，依照傳統每世紀會有一個復興者出現，復興他們的信仰。但也有學者認為他從在科學和信仰上的運動反而是伊斯兰科學進展的損害。安萨里的著作也改變了伊斯兰教的哲學，像早期的伊斯兰新柏拉圖主義是以古希腊哲学，但在受到安萨里驳斥後，一直無法恢復過來。安萨里也提出了當時正統的伊斯兰信仰，和蘇菲主義有密切的關係。後來正統伊斯兰信仰和伊斯兰神秘主義仍然各自發展，但保有對彼此的接納，因此不會試圖譴責或掃除消滅另外一方:14-16。

## 生平
有关安薩里出生日期的正统说法来自于伊本·賈夫齊，他认为其出生于伊斯兰历450年（公元1058年3月-1059年2月），但是现代学者对于伊本·賈夫齊说法的准确性表示怀疑，并根据安薩里的书信和自传中有关陈述，将其出生年份确定在伊斯兰历448年，即公元1056-1057年:23–25。他出生在波斯（伊朗）呼罗珊圖斯的一个名叫Tabaran的小镇:25。
在安薩里父亲因为穷困而死后，根据传统，年少的安薩里和兄弟阿哈默德被交由一位苏菲行者照料，但是这一说法的真实性遭到当代学者的质疑。为安薩里立传的Abd al-Ghafir al-Farisi只是从当地教师那里学习蘇非主義。:26–27
在戈尔甘学习了一段时间后，他来到內沙布爾，师从著名的法学家、神学家志费尼:29。1085年，志费尼过世，安薩里离开內沙布爾前往伊斯法罕，在塞尔柱帝国权臣尼札姆·穆勒克的宫廷中工作。1091年7月，他被提拔到了当时最为知名而富于挑战性的教职——位于巴格达的德拉萨宗教学校:34。
他在1095年遭遇信仰危机，因此放弃了自己的职位，离开巴格达。在安排好家庭的事务后，他抛弃财产，过上了苦行僧的生活。在大马士革和耶路撒冷待了一段时间，并在1096年访问了麦地那和麦加后，他回到图斯闭关修炼。
权臣Fakhr al-Mulk要求安薩里重返內沙布爾的宗教学校，安薩里担心自己的说教会遇到反对和争议，在1106年才很不情愿地接受了:53-4。后来他再次回到图斯，拒绝了邀请他重返巴格达的邀请，并于次年12月18日逝世。根据他的传记所属，他有数女，但无子:57–59。

## 教派影響
安薩里對於蘇非主義系統觀點的建立以及其和主流伊斯蘭教的整合及接納都有許多的貢獻。安薩里是正統伊斯蘭教的學者，屬於沙斐仪派的法学派别及Ash'ari的神學派别。安薩里有許多的頭銜，像（Sharaf-ul-Aʾimma），（Zayn-ud-dīn），（Ḥujjat-ul-Islām）等。

## 影響
安薩里對於穆斯林哲學家及基督教中世紀哲學家都有很大的影響。玛格丽特·史密斯曾在其著作《Al-Ghazali: The Mystic》中提到：「無疑的，安薩里的作品很能引起那些歐洲學者的注意。」（220頁），她強調：「被安薩里影響的基督教作家中，最重要的是聖托马斯·阿奎那（1225-1274），他進行了阿拉伯作家的研究，承認從他們那裡獲得了許多，他也在那不勒斯腓特烈二世大学求學，這是當時受阿拉伯文學及文化影響最大的地方。」此外，阿奎那對阿拉伯研究的興趣也可能是受到十三世紀拉丁亞味羅學派（Latin Averroism）的影響，特別是在巴黎大學。
安薩里也是在將蘇非主義整合到伊斯蘭教法的過程中有重要的角色。他是第一個在著作中正式的描述蘇非主義的人。他的作品也特別強調遜尼派過於其他伊斯蘭教派別。在安薩里的時代，伊斯玛仪派進入波斯境內，其影響力越來越大，像尼查姆·穆爾克就是被伊斯玛仪派所暗殺，安薩里強烈的反對其意識形態，寫了許多書批評伊斯玛仪派，也明顯的使其勢力減小。

## 作品一览

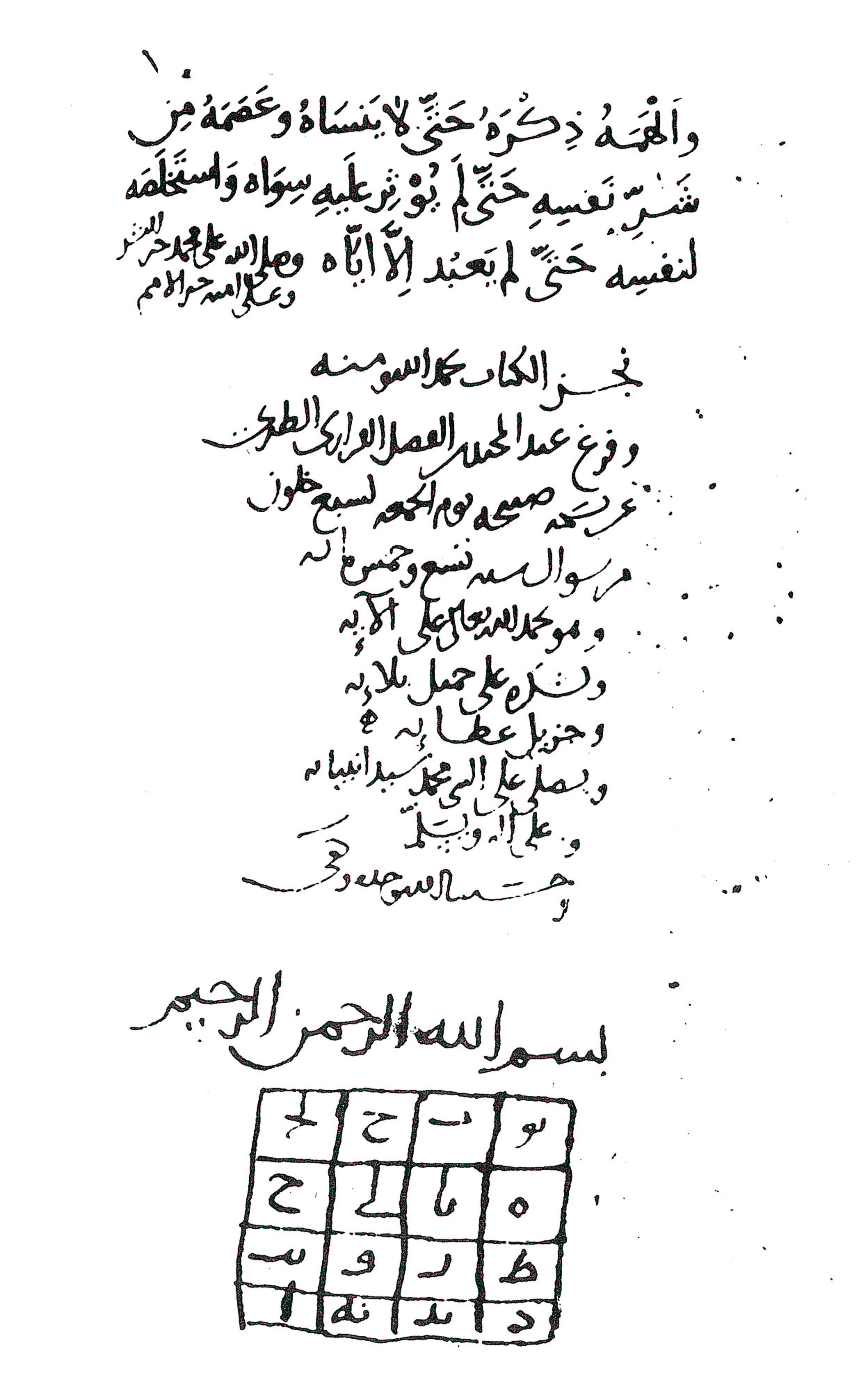
安薩里自傳的最後一頁

安薩里在晚年一封书信中曾经提到自己的著作数量“超过70部”，但是目前署名作者为他的书籍超过了400部，因此确定其著作数量成为一件很困难的工作。埃及学者阿卜杜勒·拉赫曼·巴达维对署名安薩里的457部作品进行了分类：
- 从1到72号作品：确信是由安薩里撰写的作品；
- 从73到95号作品：作者存疑的作品；
- 从96到127号作品：基本可以确信不是安薩里撰写的作品；
- 从128到224号作品：是安薩里作品中的章节、片段，被误认为是书籍；
- 从225到273号作品：其他作家撰写的有关安薩里的作品；
- 从274到389号作品：其他佚名学者/作家撰写的有关安薩里生活和个性的书籍；、
- 从389到457号作品：安薩里作品的手稿，存于世界各地图书馆中。

以下是其主要作品的列表（着重标示的为有中文译本者）：
神学
- المنقذ من الضلال al-Munqidh min al-dalal（迷途指津）
- Hujjat al-Haq（真实之证）
- al-Iqtisad fil-i`tiqad（信仰的媒介）
- al-maqsad al-asna fi sharah asma' Allahu al-husna（阐释安拉美名的最佳方式）
- Jawahir al-Qur'an wa duraruh（古兰经上的宝石和珍珠）
- Fayasl al-tafriqa bayn al-Islam wa-l-zandaqa（伊斯兰和隐秘的不确信直接的区分标准）
- Mishkat al-Anwar（光龛）
- Tafsir al-yaqut al-ta'wil

蘇非主義
- Mizan al-'amal（行为的标准）
- Ihya' ulum al-din（宗教科学的复兴，或圣学复苏，这是安薩里最重要的作品）
- Bidayat al-hidayah（指引的开端）
- Kimiya-yi sa'ādat（快乐的炼金术）

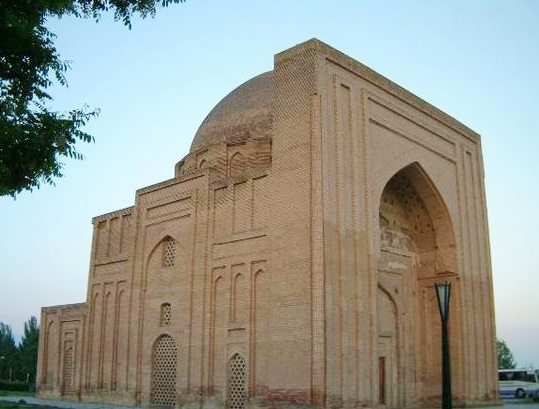
位在伊朗圖斯的Haruniyah(هارونیه)紀念館，得名自安薩里，一般認為安薩里的陵墓就在其入口處

- Nasihat al-muluk（为国王献策）
- al-Munqidh min al-dalal（迷途指津）
- Minhaj al-'Abidin（崇拜者的方法论）

哲学
- Maqasid al falasifa（哲学家的目标）
- Tahafut al-Falasifa（哲学家的矛盾）
- Miyar al-Ilm fi fan al-Mantiq（逻辑学中的知识标准）
- Mihak al-Nazar fi al-mantiq（逻辑中论理的试金石）
- al-Qistas al-mustaqim（正确的平衡）

法律学
- Fatawy al-Ghazali（安薩里的法特瓦；教令）
- Al-wasit fi al-mathab（法学学校中的媒介）
- Kitab tahzib al-Isul（法理理论的修正）
- al-Mustasfa fi 'ilm al-isul（法律理论分类）
- Asas al-Qiyas（类比的基础）

教育
- Ayyuha al-Walad（致孩子）

## 資料來源
1. ↑  Ghazali, Frank Griffel, Medieval Islamic Civilization, Ed. Josef W. Meri and Jere L. Bacharach, (Taylor & Francis, 2006), 292.
2. ↑  Ghazali, Frank Griffel, 292.
3. ↑  The Influence of Islamic Thought on Maimonides （页面存档备份，存于） Stanford Encyclopedia of Philosophy, June 30, 2005
4. ↑  Muslim Philosophy 的存檔，存档日期2007-09-28., Islamic Contributions to Science & Math, netmuslims.com
5. 1 2  Watt, W. Montgomery. . London: George Allen and Unwin Ltd. 1953  [2013-06-04]. （原始内容存档于2014-12-03）.
6. ↑  Jane I. Smith, Islam in America, p. 36. ISBN 0231519990
7. ↑  Willard Gurdon Oxtoby, Oxford University Press, 1996, p 421
8. ↑  Sawwaf, A. (1962) al-Ghazali: Etude sur la réforme Ghazalienne dans l’histoire de son développement (Fribourg).
9. 1 2 3 4 5 6 7  Griffel, Frank. . Oxford: Oxford University Press. 2009. ISBN 9780195331622.

## 外部連結
- 大英百科全書線上繁體中文版：加札利[永久]
- Al-Ghazali website （页面存档备份，存于）
- Ghazali Series page （页面存档备份，存于） at the Islamic Texts Society
- A detailed biography on Imam Ghazzali (450-505H) الغزَّالِي （页面存档备份，存于）
- 來自安萨里的LibriVox公共領域有聲讀物
- Ghazali and Islamic reform （页面存档备份，存于）
- Ghazali and the Revival of Islamic Scholarship
- Full text of Incoherence of the Philosophers （页面存档备份，存于）, from Al-Ghazali website
- Frank Griffel. . 扎尔塔, 爱德华·N  (编). .
- Short commentary （页面存档备份，存于） on The Alchemy of Happiness
- The Alchemy of Happiness, by Mohammed Al-Ghazzali, the Mohammedan Philosopher, trans. Henry A. Homes (Albany, N.Y.: Munsell, 1873). See original text in The Online Library of Liberty （页面存档备份，存于）.
- "Al-Ghazali Contra Aristotle: An Unforeseen Overture to Science In Eleventh-Century Baghdad" （页面存档备份，存于）. Richard P. Aulie. PSCF 45. March 1994. pp. 26–46.
- Review of Ghazali's Tahafat al-Falasifa （页面存档备份，存于）
- Abu Hamid Al-Ghazali, in https://web.archive.org/web/20120415041817/http://www.intellectualencounters.org/
- （法文） Profession de Foi de l'Imam Al Ghazali